# El Rincón Piedra Grande
El Rincón Piedra Grande är ett samhälle i kommunen Luvianos i delstaten Mexiko i Mexiko. El Rincón Piedra Grande hade 291 invånare vid folkräkningen år 2020.